# Limnatis nilotica
Espèce
Limnatis nilotica ou « sangsue noire du cheval » est une espèce de sangsues de la famille des Hirudinidae qui parasite les muqueuses des mammifères.

## Répartition et habitat
Limnatis nilotica est originaire du littoral méditerranéen. Il colonise les points d'eau stagnante et les lacs peu profonds.

## Description
Limnatis nilotica peut atteindre une taille de 10 cm. Elle possède des ventouses aux deux extrémités de son corps. La couleur générale de l'animal est un vert foncé, avec des rangées de taches vertes sur la face dorsale, et des bandes jaunes-orangées sur les côtés.

## Biologie
Son suçoir arrondi de petite taille, sa bouche équipée de trente dents plates et de papilles qui secrètent une salive anesthésiante, ne permettent pas à Limnatis nilotica de percer la peau de ses hôtes : ce parasite recherche les orifices naturels du mammifère hôte et suce le sang après s'être fixé aux muqueuses (souvent le pharynx). Le sang est ingéré par gouttelettes, sans doute parce que la sangsue gratte la surface des tissus en suçant, et le débit de sang absorbé est nettement inférieur à celui des sangsues médicinales ; en revanche, L. nilotica parvient à se maintenir en place pendant des semaines, se nourrissant par intermittence.
La presse se fait régulièrement l'écho de cas de parasitisme insidieux chez les hommes et le bétail : intrusion par les muqueuses buccales, nasales, l'orbite oculaire, voire l’urètre ou le vagin. En Iran, une vache grosse d'un veau présentant un état de détresse respiratoire et d’anémie, était en fait parasitée par les joues et la langue après s'être abreuvée dans une mare voisine. Les fosses nasales d'un chameau d'Irak étaient parasitées par cet animal. D'innombrables cas d'infection concernent les troupeaux, les baudets et chiens : en Iran, les symptômes de deux chiens infectés à la gueule allaient de l'hyper-salivation et l'anorexie, aux saignements de la gueule et à l'anémie. Sans l'extraction des sangsues, ils étaient promis à une mort certaine.

## Classification
Le nom valide complet (avec auteur) de ce taxon est Limnatis nilotica (Savigny, 1822).
L'espèce a été initialement classée dans le genre Bdella sous le protonyme Bdella nilotica Savigny, 1822.
Limnatis nilotica a pour synonymes :
- Bdella nilotica Savigny, 1822
- Limnatis bacescui Manoleli, 1972